# Сподње Вртиче
Сподње Вртиче (словен. Spodnje Vrtiče) је насељено место у општини Кунгота, Подравска регија, Словенија.

## Историја
До територијалне реорганизације у Словенији биле су у саставу старе општине Песница.

## Становништво
У попису становништва из 2011. године, Сподње Вртиче су имале 175 становника.
| Број становника према пописима | Број становника према пописима | Број становника према пописима |
| ------------------------------ | ------------------------------ | ------------------------------ |
| 1991                           | 2002                           | 2011                           |
| 194                            | 181                            | 175                            |